# Cúspide (revista)

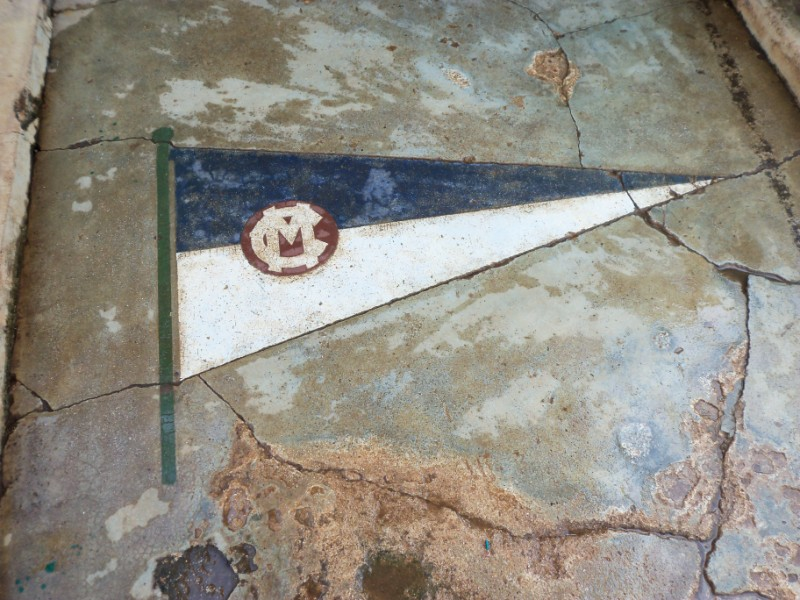
Bandera a la entrada del Club Mercedita donde radicaba la revista.

Cúspide fue una revista cubana de publicación mensual que comenzó a circular en áreas del Central Mercedita en el municipio de Melena del Sur (La Habana) desde el año 1937 hasta 1939. Su creador y director fue José Cabrera Díaz.
La revista estuvo orientada a los miembros del Club Mercedita, situado en áreas del Central Azucarero Mercedita. Debido al éxito que tuviera la revista llegó a muchos lectores en todo el país y trascendió fronteras; recogió en sus páginas artículos de importantes figuras del país y del extranjero.
Entre sus publicaciones se pudo observar obras que versaron desde la poesía y narrativa de Dora Alonso así como otros renombrados de estos géneros, hasta historias de las gestas independentistas de Cuba, crónicas sociales, entre otros temas.
José Cabrera Díaz: periodista, ensayista y disertante, nació en 1875 en Santa Cruz de Tenerife y falleció el día 6 de agosto de 1939 en un accidente de carretera.
La revista logró integrar un gran número de colaboradores entre los cuales figuró Gregorio Delgado Fernández importante periodista e historiador de Melena del Sur y de la provincia de La Habana durante toda su carrera.

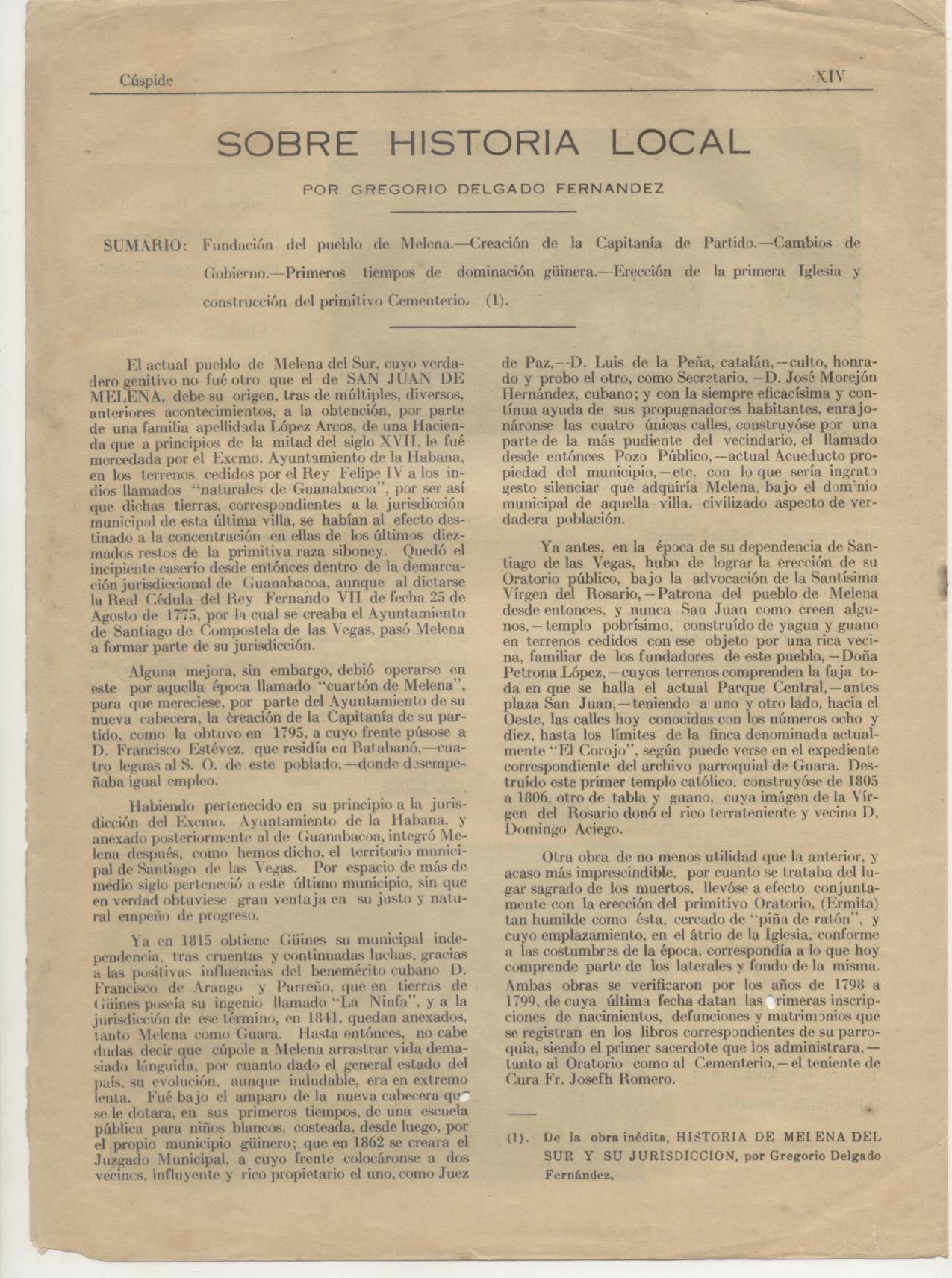
«Sobre Historia Local» es uno de los artículos que se publican en la revista y que da detalles sobre la Fundación del Pueblo de Melena.

Publicaciones sobre José Martí y Antonio Maceo así como otros destacados luchadores de Cuba son con frecuencia enunciados en pequeños o medianos espacios de esta revista. La fundación de la primitiva villa de San Cristóbal de La Habana en Melena del Sur es otro de los temas que en más de una ocasión es objeto de publicación por diferentes periodistas y cronistas de la época.
En su proyecto cultural, Cúspide asumió la realización de un «Congreso Nacional de Intelectuales de Tierra Adentro», que debía celebrarse en Santa Clara a finales del año 1939. Desgraciadamente este evento nunca llegó a efectuarse, pues la muerte sorprendió a Cabrera Díaz en agosto del mismo año, en plena organización de la cita.

El Central Mercedita es una fábrica de azúcar propiedad de los Gómez Mena; pero el alma artística que ennoblece el materialismo, es este señor de confianza ilimitada. Así, en torno a la maquinaria, a la caña, a los bueyes, a las siembras y la fiebre comercial, ha fijado parques de diversiones, jardines, biblioteca pública, club artístico y de recreo, y mantiene como órgano de ese movimiento progresista, la revista CUSPIDE, que puede calificarse como la mejor publicación literaria de esta Isla...
Gerardo Castellano G., revista Cúspide del 15 de agosto de 1938.